# توماس لیپتون
توماس لیپتون، (به انگلیسی: Thomas Lipton) (زاده ۱۰ مه ۱۸۴۸ - درگذشته ۲ اکتبر ۱۹۳۱) کارآفرین، بازرگان و دریانورد اسکاتلندی بود، که در سال ۱۸۹۰ شرکت لیپتون را تأسیس نمود.
وی سپس شرکت «توماس جی لیپتون» در زمینه بسته‌بندی چای، که کارخانه و دفتر مرکزی آن، در هوبوکن در ایالت نیوجرسی، ایالات متحده آمریکا قرار داشت را، تأسیس کرد. این محصول به‌سرعت در ایالات متحده به موفقیت دست یافت و در پی آن، توماس از ملکه ویکتوریا لقب شوالیه گرفت. سپس در سال ۱۸۹۸ و در سن ۴۸ سالگی لقب سر را نیز دریافت کرد.
امروزه برند لیپتون متعلق به شرکت یونیلیور می‌باشد و محصولات آن در ۱۱۰ کشور جهان عرضه می‌شوند.